# گور توماسیان
گور سارگسی توماسیان (ارمنی: Գոռ Սարգսի Թովմասյան؛ زادهٔ ۵ فوریهٔ ۱۹۵۶) یک  سیاستمدار اهل ارمنستان است که از تاریخ ۱۹۹۰ تا تاریخ ۱۹۹۵ سمت نمایندگی دوره اول شورای عالی جمهوری ارمنستان را برعهده داشت.

## زندگی‌نامه
در ۵ فوریهٔ ۱۹۵۶ در ارمنستان به دنیا آمد . 